# حسن أباد (قهاب رستاق)
حسن أباد (بالفارسية: حسن‌آباد) هي مستوطنة تقع في إيران في قسم قهاب رستاق الريفي. يقدر عدد سكانها بـ 1,095 نسمة .